# Stefano Verona
Ne doit pas être confondu avec Stefano da Verona.
Pour les articles homonymes, voir Verona (homonymie).
Stefano Verona, né le 29 juin 1993 à Pietrasanta (Toscane), est un coureur cycliste italien.

## Palmarès
- 2010
  - 2e du championnat d'Italie du contre-la-montre juniors
- 2013
  - Gran Premio La Torre
- 2014
  - Mémorial Daniele Tortoli
  - 2e du Gran Premio Comune di Cerreto Guidi
- 2015
  - Coppa Giulio Burci
  - Gran Premio Ezio Del Rosso
  - 3e de la Coppa in Fiera San Salvatore
- 2016
  - 2e du Trofeo Alta Valle del Tevere

## Classements mondiaux
| Année           | 2014 |
| --------------- | ---- |
| UCI Europe Tour | 721e |